# Club de rencontres
Pour plus de détails, voir Fiche technique et Distribution.
Club de rencontres est un film français de Michel Lang réalisé en 1987.

## Synopsis
Bernard est en instance de divorce. Sur les bancs du tribunal où il attend pour la prononciation de la séparation, il croise un vieil ami d'enfance, Nicolas, qui tient un club de rencontres et distribue des tracts publicitaires de son club aux futurs divorcés. Il accompagne son ami retrouvé à son club, et s'occupera de lui pour qu'il retrouve l'âme sœur. Parallèlement, Nicolas est marié mais en grand séducteur il n'est pas du tout fidèle, et a du mal à conjuguer son activité et sa vie de famille. La goutte d'eau qui fera déborder le vase sera l'arrivée de Christiane, sublime petite provinciale romantique et amoureuse de Nicolas, qui compte sur lui pour l'héberger pendant qu'elle passe une audition pour un concours de chanson française. Il ne trouvera d'autre solution que d'héberger cette encombrante conquête dans la soupente de Bernard, un peu contre le gré de ce dernier. Pour le convaincre, il lui offrira tous les services de son club gratuitement, rendez-vous arrangés, soirées organisées, activités collectives, etc.

## Fiche technique
- Réalisation : Michel Lang
- Scénario : Michel Lang et Guy Lionel
- Musique : Michel Legrand
- Pays de production :  France
- Genre : comédie
- Dates de sortie :
  - France : 4 mars 1987

## Distribution
- Francis Perrin : Nicolas Bergereau
- Jean-Paul Comart : Bernard Lognon
- Valérie Allain : Christiane, dite Cricri
- Isabelle Mergault : Bunny
- Herma Vos : Jutta
- Blanche Ravalec : Marion
- Anne Deleuze : Agnès Bergereau
- Jean Rougerie : Le voisin colérique
- Charles Gérard : le commissaire
- Henri Guybet : l'inspecteur Etienne Gandin
- Caroline Jacquin : Yveline, la secrétaire
- Gaëlle Legrand : Marie-Solange, l'ex de Bernard
- Léon Spigelman : Sammy Blumenstrauss
- Katia Tchenko : Paméla, la nymphomane
- Michel Crémadès : Garazzi, le violeur
- Andrée Damant : la dame à la soirée
- Patricia Elig : la visiteuse de l'appartement
- Louba Guertchikoff : Rachel Blumenstrauss
- Fernand Guiot : le patron de l'agence immobilière
- Paulette Frantz : la femme du bistrotier
- Lucette Sahuquet : la femme délaissée et suicidaire
- Sonia Vareuil : la petite brune au carré
- Remy Bourgeois
- Françoise Cingal
- Béatrice Costantini
- Maryse Deol
- Jacqueline Doyen : l'épouse du voisin colérique
- Stéphane Duchemin
- Marie-Noëlle Eusèbe
- André Faure-Mayol
- Sébastien Floche : un client senior du club
- Christian François
- Danièle Girard
- Alain Janey
- Torun Johanson
- Franz-Rudolf Lang
- Sylvie Le Brigant : La commissaire nymphomane
- Christine Mananjara
- Mike Marshall : Roland - l'amant d'Agnès
- Nadja
- Mario Santini : le voisin portugais
- Colette Teissèdre
- Roger Trapp : le bistrotier
- Nicole Vassel
- Cécile Vauge
- Annie Jouzier : la pharmacienne (non créditée)
- Alain Terzian : le président du concours de la chanson (non crédité)